# سایت هنفورد
سایت هانفورد (انگلیسی: Hanford Site) یک مجموعهٔ پیشینِ تولید هسته‌ای در آمریکا است که در حاشیهٔ شمال‌غربی رود کلمبیا، در شهرستان بنتون ایالت واشینگتن قرار دارد. این مجموعه که در سال ۱۹۴۳ در چارچوب پروژه منهتن ساخته شد، نخستین رآکتور تولید پلوتونیوم در مقیاس صنعتی را در جهان راه‌اندازی کرد. پلوتونیوم تولیدی هانفورد در نخستین آزمایش هسته‌ای ترینیتی و بمب «مرد چاق» که در بمباران ناگاساکی به‌کار رفت، استفاده شد.

## پیشینه

### پروژه منهتن
در پی انتخاب حوضهٔ رود کلمبیا به‌سبب دسترسی به آب خنک‌کننده و توان برق‌آبی سد گرند کولی، ساخت تأسیسات از مارس ۱۹۴۳ زیر نظر شرکت دوپونت آغاز شد. تا پایان جنگ جهانی دوم، سه رآکتور (B، D و F) و دو مجتمع شیمیایی برای استخراج پلوتونیوم از میله‌های سوخت ساخته شد.

### جنگ سرد
در دورهٔ جنگ سرد، هانفورد به نه رآکتور و پنج کارخانهٔ پردازش پلوتونیوم گسترش یافت و به تولید پلوتونیوم کافی برای بیش از ۶۰٬۰۰۰ کلاهک هسته‌ای انجامید. به موازات پیشرفت فناوری، شهر مسکونی ریچلند که برای کارکنان ساخته شده بود در ۱۹۵۸ به خودمختاری رسید.

### توقف تولید و پاکسازی
میان سال‌های ۱۹۶۴ تا ۱۹۷۱ تمامی رآکتورها خاموش شدند. دفع نامناسب زباله‌ها به آلودگی گستردهٔ خاک، آب و زیست‌بوم انجامید و هانفورد را به بزرگ‌ترین پروژهٔ پاکسازی زیست‌محیطی آمریکا بدل کرد. امروزه بیش از ۱۰٬۰۰۰ نفر در عملیات پاکسازی مشارکت دارند.

## جغرافیا
سایت هانفورد با مساحت ۵۸۶ مایل مربع (۱٬۵۱۸ کیلومتر مربع) تقریباً نصف مساحت ایالت رود آیلند وسعت دارد و در آب‌وهوای نیمه‌خشک استپی با میانگین بارش سالانهٔ کمتر از ۱۰ اینچ (۲۵۴٫۰ میلیمتر) قرار گرفته‌است. رود کلمبیا مرز شمالی و شرقی مجموعه را شکل می‌دهد و زیستگاه سالمون، خاویار و گونه‌های دیگر است.

## وضعیت کنونی
نیروگاه هسته‌ای کلمبیا جنریتینگ با رآکتور آب جوشان (BWR) سالانه حدود ۱٬۲۳۰ مگاوات برق به شبکهٔ شمال‌غرب آمریکا می‌فرستد.
آزمایشگاه ملی شمال‌غربی پاسیفیک (PNNL) به پژوهش‌های انرژی، امنیت و علوم محیطی می‌پردازد.
رصدخانه لایگو – سایت هانفورد از ۲۰۰۲ به رصد امواج گرانشی کمک کرده‌است.

## نگارخانه

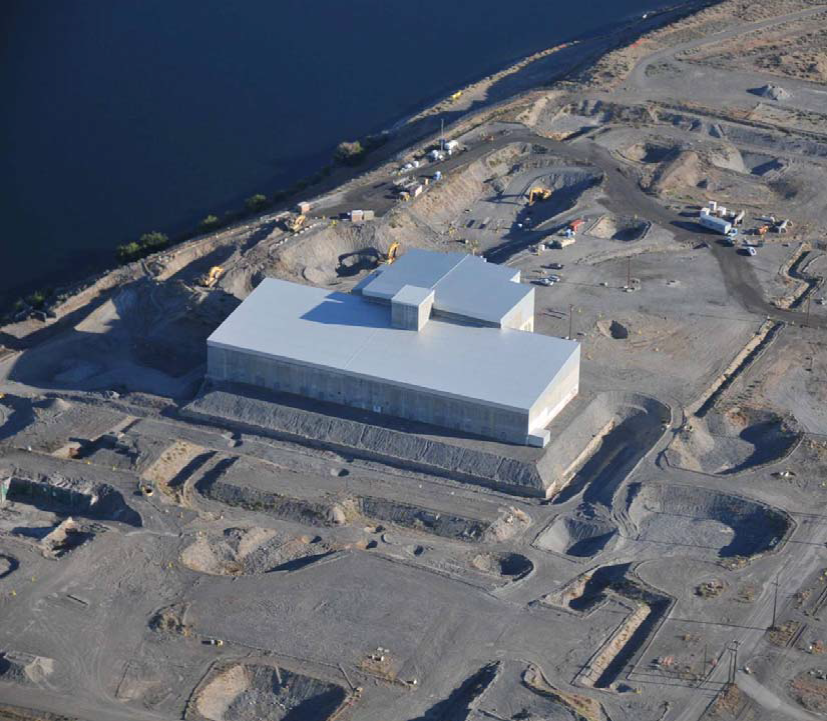
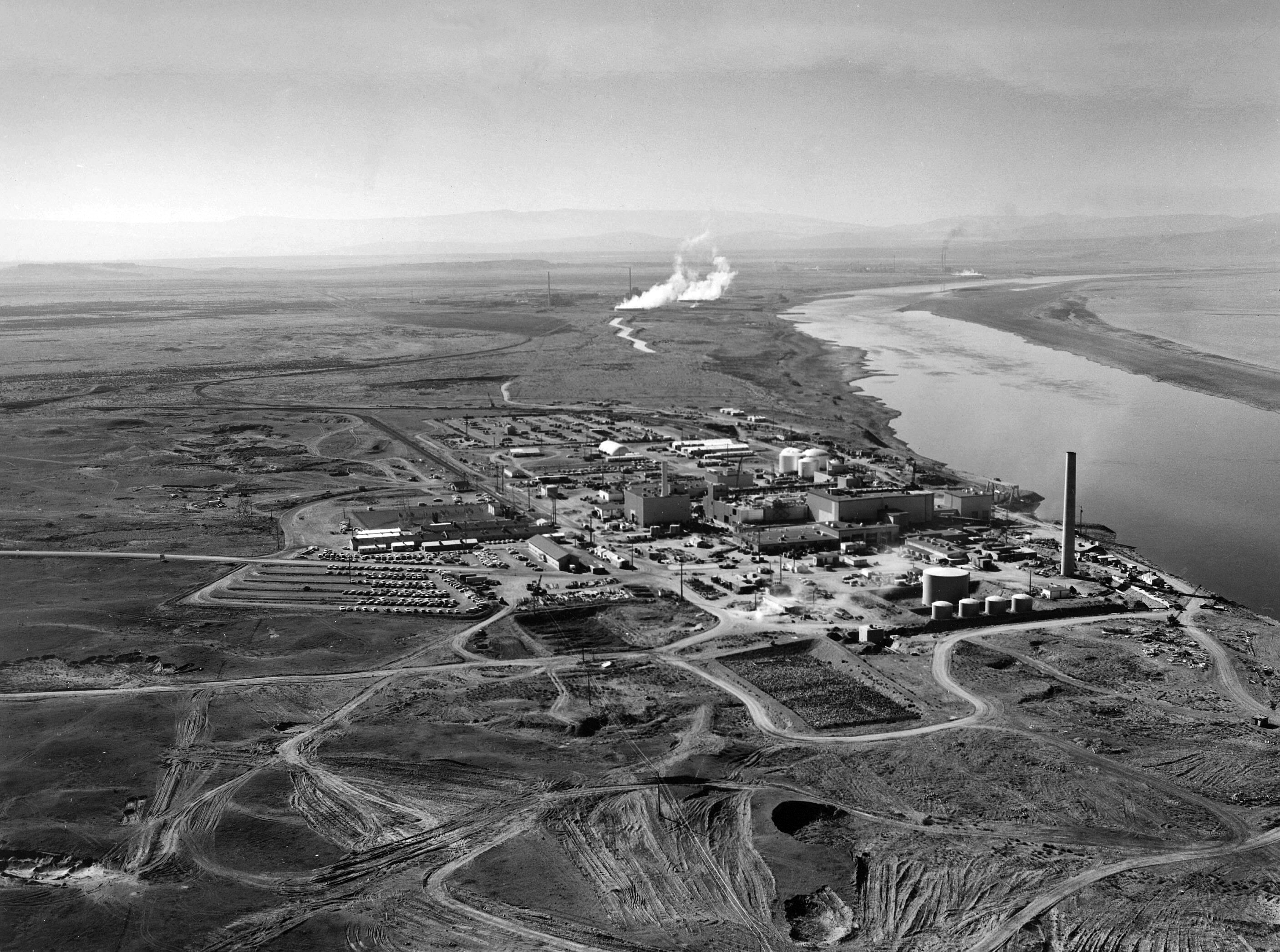
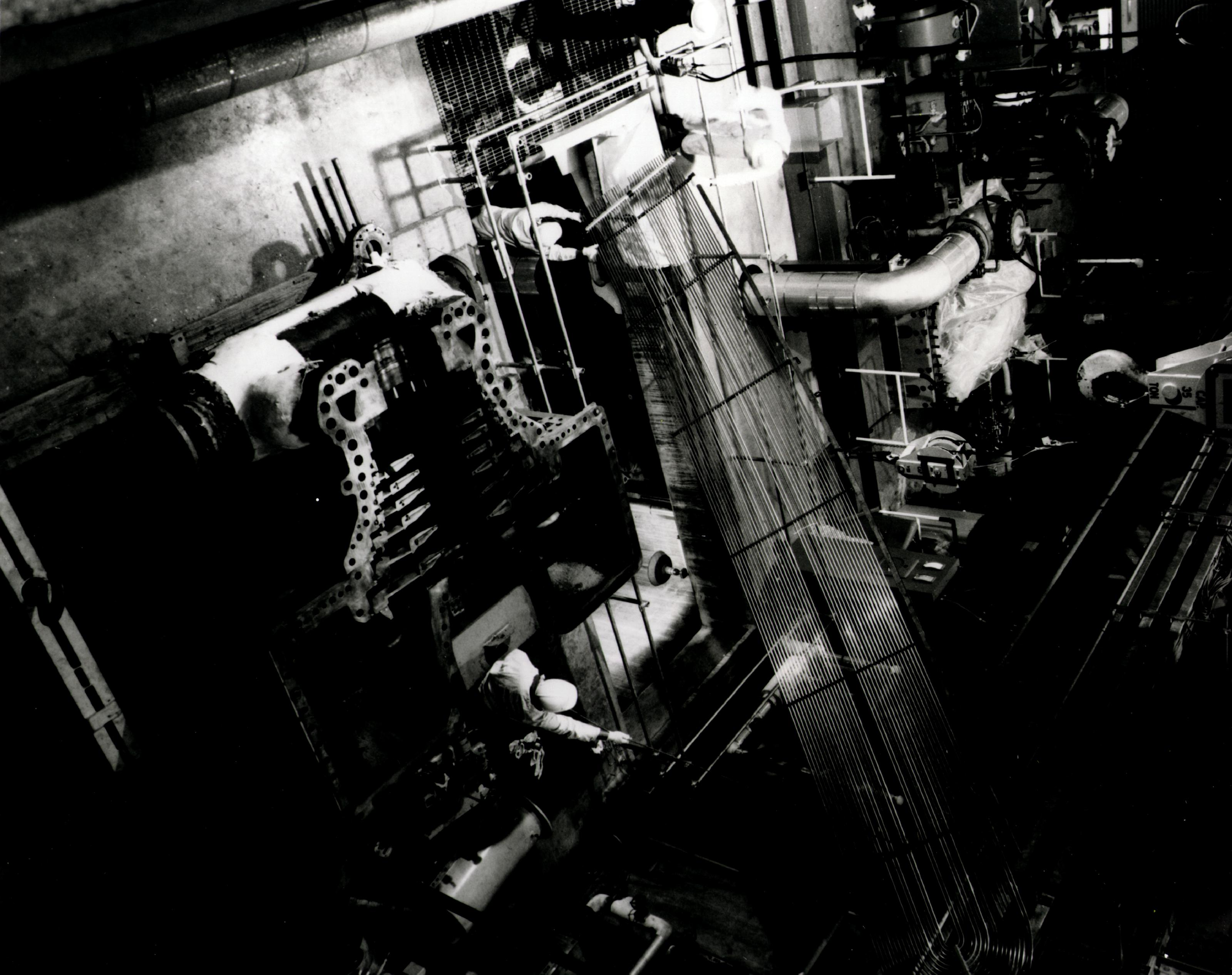